# Campionati del mondo di ciclismo su pista 2023 - Scratch femminile
La gara di scratch femminile ai Campionati del mondo di ciclismo su pista 2023 si svolse il 4 agosto 2023.

## Podio
| Pos.    | Atleta             | Nazionalità   |
| ------- | ------------------ | ------------- |
| Oro     | Jennifer Valente   | Stati Uniti   |
| Argento | Maike van der Duin | Paesi Bassi   |
| Bronzo  | Michaela Drummond  | Nuova Zelanda |

## Risultati
40 giri (10 km)
| Posizione | Atleta                  | Nazione       | Gap in giri |
| --------- | ----------------------- | ------------- | ----------- |
| 1         | Jennifer Valente        | Stati Uniti   |             |
| 2         | Maike van der Duin      | Paesi Bassi   |             |
| 3         | Michaela Drummond       | Nuova Zelanda |             |
| 4         | Martina Fidanza         | Italia        |             |
| 5         | Clara Copponi           | Francia       |             |
| 6         | Tsuyaka Uchino          | Giappone      |             |
| 7         | Daria Pikulik           | Polonia       |             |
| 8         | Maggie Coles-Lyster     | Canada        |             |
| 9         | Anita Stenberg          | Norvegia      |             |
| 10        | Olivija Baleišytė       | Lituania      |             |
| 11        | Jessica Roberts         | Gran Bretagna |             |
| 12        | Emily Kay               | Irlanda       |             |
| 13        | Chloe Moran             | Australia     |             |
| 14        | Jasmin Liechti          | Svizzera      |             |
| 15        | Petra Ševčíková         | Rep. Ceca     |             |
| 16        | Lena Charlotte Reißner  | Germania      |             |
| 17        | Maria Antonieta Gaxiola | Messico       |             |
| 18        | Katrijn De Clercq       | Belgio        |             |
| 19        | Maria Martins           | Portogallo    |             |
| 20        | Sze Wing Lee            | Hong Kong     |             |
| 21        | Amber Joseph            | Barbados      |             |
| 22        | Eukene Larrarte         | Spagna        |             |
| 23        | Alžbeta Bačíková        | Slovacchia    |             |
| 24        | Ebtissam Mohamed        | Egitto        |             |